# Diuraphis noxia
Diuraphis noxia är en insektsart som först beskrevs av Carl Julius Bernhard Börner 1950.  I den svenska databasen Dyntaxa används istället namnet Diuraphis muehlei. Diuraphis noxia ingår i släktet Diuraphis och familjen långrörsbladlöss. Arten är reproducerande i Sverige. Inga underarter finns listade i Catalogue of Life.